# Zebedee
 ZeBeDee  es una herramienta de software para establecer transferencia de datos cifrados y comprimidos "túnel" entre dos sistemas utilizando TCP/IP o UDP. Esto permite que el tráfico por telnet, ftp y “X”, sean protegidos de snooping así como también obtener un mejor rendimiento en redes de bajo ancho de banda debido a la compresión de sus datos. ZeBeDee se puede implementar para trabajar tanto en Linux como en Windows, es totalmente gratuita para su uso comercial y no comercial, y es distribuido bajo los términos de GNU General Public License.

## Objetivos
- Proporcionar plena funcionalidad cliente-servidor en plataformas UNIX / Linux y Windows.
- Ser fácil de instalar, utilizar y mantener con poca o ningún requerimiento de configuración.
- Deja una pequeña huella (footprint), bajo overhead y reducir significativamente el tráfico con el uso de compresión.

ZeBeDee no pretende competir con empresas, ni, en términos de funcionalidad con SSH, SSL o FreeS/WAN. Es una herramienta rápida, sencilla y gratis.

## Desventajas
- Multithread Archivado el 14 de diciembre de 2007 en Wayback Machine., implementar con kernel 2.6.
- En UDP o límite por datagrama, es de 16kb.
- Tuneliza sobre TCP. No garantiza integridad de los datos (es posible introducir ruido).

## Su Nombre
ZeBeDee lleva el nombre de sus tres componentes principales:
- Zlib compresión

- Blowfish cifrado

- Diffie-Hellman acuerdo de clave secreta

## Versiones
- Versión estable: 2.4.1A (2005/09/06)
- Desarrollo Versión: 2.5.3 (2005/09/06) correcciones en negación de servicios y actualizaciones de las bibliotecas de compresión.

## Aplicaciones
- Conexión de un host a una máquina remota (debiendo configurar Zebedee server en la máquina remota).
- Conexión de un Servidor con varias máquinas (debiendo especificar el nombre de las máquinas y una lista con los puertos a conectarse).
- Para consultar información de configuración, ver: https://web.archive.org/web/20071013015824/http://www.winton.org.uk/zebedee/manual.html